# Johnny Carey
John Joseph Carey (23. února 1919, Dublin – 22. srpna 1995, Macclesfield), známý jako Johnny Carey nebo Jackie Carey, byl irský fotbalista a trenér.

## Fotbalová kariéra
Hrál na pozici obránce za Manchester United FC a za obě tehdejší irské reprezentace.

## Trenérská kariéra
Carey trénoval irský olympijský tým na OH 1948. Byl trenérem irské reprezentace v letech 1955–1967. Hráče do týmu ale vybírala komise. Zároveň byl i klubovým trenérem. Trénoval Blackburn Rovers FC, Everton FC, Leyton Orient FC a Nottingham Forest FC.

## Úspěchy

### Hráč
Manchester United
- First Division: 1951–52
- FA Cup: 1947–48

### Individuální
- FWA Footballer of the Year: 1948–49